# Ommata curtipennis
Ommata curtipennis là một loài bọ cánh cứng trong họ Cerambycidae.